# Elitch Gardens Carousel
Das Elitch Gardens Carousel (auch Philadelphia Toboggan Company Carousel #6 oder Kit Carson County Carousel) ist ein 1905 von Philadelphia Toboggan Coasters hergestelltes Karussell. Seit 1982 ist das Karussell ein National Historic Landmark. Es steht in Burlington, Colorado.

## Geschichte
Das Karussell wurde 1905 von der Philadelphia Toboggan Coasters unter dem Werksnamen Philadelphia Toboggan Company Carousel #6 für den Vergnügungspark Elitch Gardens in Denver gebaut. Dort wurde es unter dem Namen Elitch Gardens Carousel betrieben. 1909 wurde eine mechanisch betriebene Jahrmarktsorgel der Firma Wurlitzer von Typ Monster eingebaut. 1928 wurde im Rahmen einer Parkmodernisierung ein neues Karussell wieder bei Philadelphia Toboggan Coasters bestellt. Das Elitch Gardens Carousel wurde für den Preis von 1200 $ inklusive Bahntransport vom Kit Carson County gekauft und in Burlington eingelagert. Der Kauf wurde als so teuer und extravagant angesehen, dass die Mitglieder der Kommission, die für den Kauf verantwortlich waren, nicht wiedergewählt wurden und ihre politischen Ämter verloren. Das Karussell wurde erst 1938 erneut aufgebaut und wird seitdem unter dem Namen Kit Carson County Carousel bis heute betrieben. 1976 begannen Restaurierungsarbeiten an der Orgel, woraufhin das Karussell 1978 in die Liste der National Historic Landmark aufgenommen wurde. Die Arbeiten wurden 1987 fortgesetzt, wobei die ursprüngliche Farbe der Tiere, Streitwagen und des Karussellgerüsts wiederhergestellt wurde. 1992 wurden die Tiere ein weiteres Mal restauriert und zusätzlich die Beleuchtung, der Maschinenraum und alle Einfassungen der Originalbilder am Karussell wieder in den Originalzustand zurückversetzt.
Im Mai 1981 wurden während eines heftigen Regensturms drei Pferde und ein Esel aus dem Karussell gestohlen. Die Tiere wurden in einem Lagerhaus in Salina, Kansas wiedergefunden und mit einer Parade durch Burlington im Oktober 1981 zum Karussell zurückgebracht. Die vier gestohlenen Tiere sind mit einer Gedenkplakette markiert.
Das Karussell ist heute noch in Betrieb, und eine Fahrt kostet 25 Cents.

## Details
Die Tiere des Karussells laufen auf drei Kreisbahnen. Es gibt dreiundzwanzig Pferde, vier Streitwagen, zwei Esel, drei Kamele, einen Hund, drei Hirsche, drei Giraffen, drei Ziegen, einen Hippokamp, einen Löwen, einen Tiger und drei Zebras. Die Orgel verfügt über 255 Orgelpfeifen, eine Bassdrum, mehrere Snare Drums und mehrere Becken. Es können 17 verschiedene Lieder und Märsche abgespielt werden.